# تشارلز فرانسوا لوران
تشارلز فرانسوا لوران (بالفرنسية: Charles Laurent)‏ هو مسؤول وشخصية أعمال ودبلوماسي فرنسي، ولد في 12 نوفمبر 1856 في باريس في فرنسا، وتوفي بنفس المكان في 16 فبراير 1939.